# I (pronomen)
|  | Wiktionary har en ordboksartikel om I. |

I är en äldre form av pronomenet ni i svenskan. 
I högtidliga sammanhang fortlevde formen långt in på 1900-talet, och återfinns fortfarande i exempelvis äldre sånger och dikter, som till exempel i sången Viljen I veta och viljen I förstå. Den nyare formen ni uppstod genom reanalys av den äldre verbböjningen i andra person plural. Förr böjdes verben i svenskan efter person: jag tackar, vi tackom, I tacken, de tacka. För I lades ändelserna -en eller -n till, exempelvis I gån (ni går) och I gingen (ni gick). Uttryck som viljen I tolkades så småningom om till vilje ni. När personböjningssystemet sedan försvann i svenskan kom det ursprungliga n:et att fogas till pronomenet efteråt i stället.
En liknande omtolkning ledde till uppkomsten av prepositionen på. Den äldre formen är å, som ibland fortfarande används i uttryck som å ena sidan och å någons vägnar, kom att bli på efter en omtolkning av uttrycket upp å till upp på.